# Dalea eriophylla
Dalea eriophylla är en ärtväxtart som beskrevs av Sereno Watson. Dalea eriophylla ingår i släktet Dalea, och familjen ärtväxter.

## Underarter
Arten delas in i följande underarter:
- D. e. eriophylla
- D. e. frankenioides